# 可部站

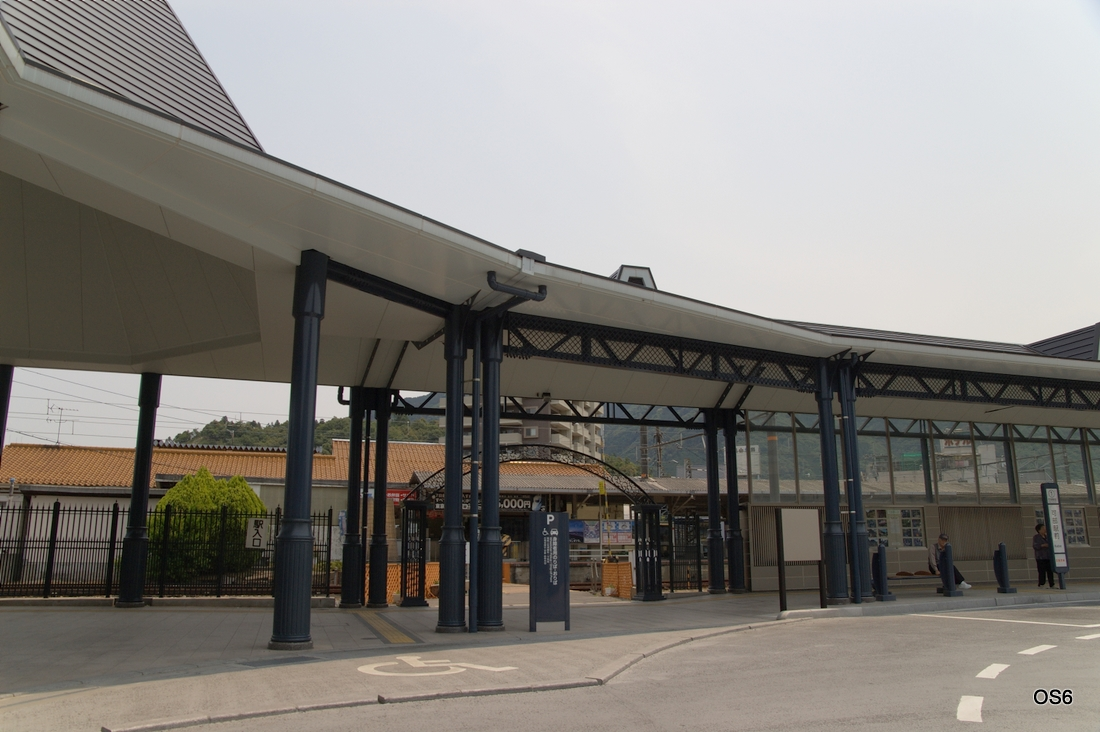
西口（2009年5月）

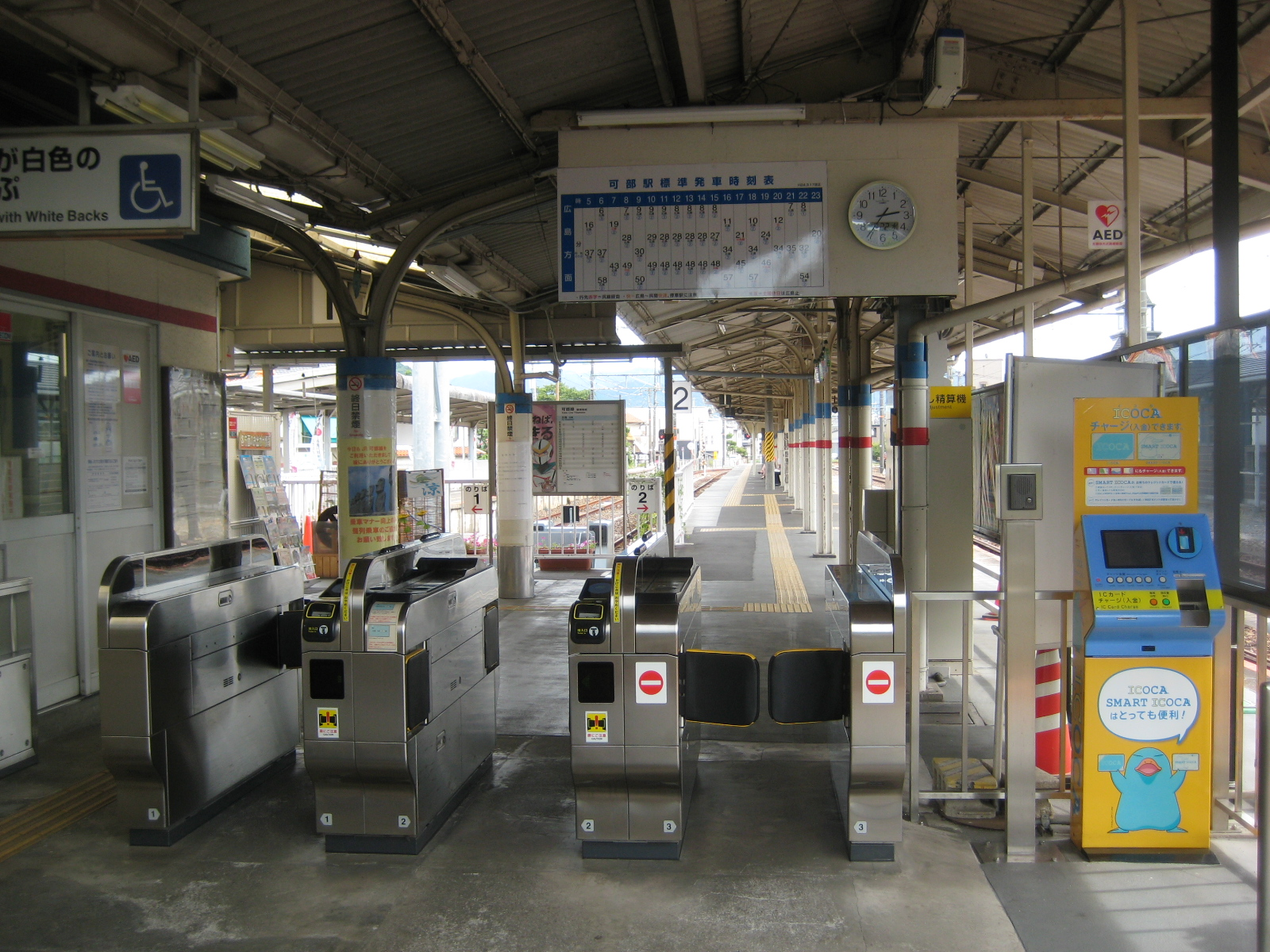
驗票口（2012年8月）

可部站（日语：／ Kabe eki */?）是位於廣島縣廣島市安佐北區可部二丁目，西日本旅客鐵道（JR西日本）的可部線車站。車站編號為JR-B14。本站在1911年7月13日車站啟用至1936年10月13日之間，以及在2003年12月1日至2017年3月3日之間為可部線的終點站。

## 歷史
在車站啟用當初為終點站，後來於1936年把路線延伸，成為中途站。隨後，此站成為可部線電氣化區間和非電氣化區間的邊界車站。非電氣化區間在2003年（平成15年）11月30日廢止，使此站回復成為終點站。但是在，2017年（平成29年）3月4日，可部線此站至安藝龜山站之間開通，使此站再次成為中途站。
- 1911年（明治44年）7月13日 - 大日本軌道（日语：大日本軌道）廣島支社線太田川橋（現時：上八木站）至此站之間開通，此終點站可部站啟用。為一般車站。
- 日期不詳 - 車站改名為可部町站（日语：／）。
- 1919年（大正8年）3月11日 - 大日本軌道廣島支社線轉議至可部軌道，成為可部軌道的車站。
- 1926年（大正15年）5月1日 - 可部軌道與廣島電氣合併，成為廣島電氣車站。
- 1928年（昭和3年）11月9日 - 改軌距和電氣化工程使車站暫停營業。
- 1929年（昭和4年）12月2日 - 車站恢復營業。
- 1931年（昭和6年）7月1日 - 廣島電氣線轉讓給廣濱鐵道，成為廣濱鐵道車站。
- 1933年（昭和8年）4月20日 - 車站改名為廣濱可部站（日语：／）。
- 1936年（昭和11年）
  - 9月1日 - 廣濱鐵道被國有化，成為國有鐵道可部線車站。同時改名為可部站。
  - 10月13日 - 可部線此站至安藝飯室站之間開通，成為中途站。
- 1984年（昭和59年）
  - 1月1日 - 結束車載貨物業務（成為旅客車站）。
  - 2月1日 - 結束行李起卸業務。
- 1987年（昭和62年）
  - 2月1日 - 開設綠色窗口。
  - 4月1日 - 伴隨國鐵分割民營化，車站由西日本旅客鐵道（JR西日本）營運。
- 2003年（平成15年）12月1日 - 可部線此站至三段峽站之間的非電氣化區間廢止，在67年後再次成為終點站。
- 2005年（平成17年）10月1日 - 4卡編成的列車靠近廣島的1卡會實施選擇性車門操作。
- 2007年（平成19年）
  - 7月26日 - 設置可支援ICOCA的簡易型自動閘機。
  - 9月1日 - 此站開始可以使用IC卡「ICOCA」。
- 2008年（平成20年）3月15日 - 4卡編成列車的選擇性車門操作解決。
- 2010年（平成22年）7月1日 - 此站開始管理可部線三瀧站至中島站之間各站。
- 2014年（平成26年）8月20日 - 受到2014年8月日本暴雨（日语：平成26年8月豪雨）的影響，廣島市發生泥石流。綠井站至可部站之間於當天至8月31日之間暫停服務[2][3][4][5]。
- 2016年（平成28年）
  - 12月1日 - 東西行人通道開始使用[6]。
  - 12月18日 - 新2號月台開始使用。舊1、2號月台停止使用，3號月台改為1號月台[6]。
- 2017年（平成29年）3月4日 - 可部線此站至安藝龜山站之間開通，使此站再次成為中途站[1]。使沒有列車從此站出發或成為終點站[広報 1]。

## 車站構造
本站是地面車站，設有2面2線的相對式月台。此站是直營車站，站內原本設有可部鐵道部，後來於2006年6月關閉。同時把可部線各站的管理權轉移至西廣島站。在2010年7月起，此站再次管理可部線各站（橫川站除外）。站内設有綠色窗口。車站可以使用ICOCA與其互相可以使用的IC卡。此站位於JR特定都區市內制度中，「廣島市內」的車站。車站印章為「以「安藝之高野山」而名的福王寺之車站」。

### 月台
| 月台 | 路線   | 上下行 | 方向           |
| ---- | ------ | ------ | -------------- |
| 1    | 可部線 | 上行   | 綠井、橫川方向 |
| 2    | 可部線 | 下行   | 安藝龜山方向   |

在延伸至安藝龜山站前，兩月台均前往橫川方向。當時此站還設有夜間停泊措施。另外，1號月台和2號月台的閘口是獨立的，兩月台沒有通道連接。

## 利用狀況
以下為各年度的使用人次。
| 年度               | 1日平均 乘車人次 | 年度總人次 | 定期票 人次 | 普通票 人次 |
| ------------------ | ---------------- | ---------- | ----------- | ----------- |
| 1968年（昭和43年） | 2,596.5          | 1,895,417  | 1,656,438   | 238,979     |
| 1969年（昭和44年） | 2,318.4          | 1,692,437  | 1,440,726   | 251,711     |
| 1970年（昭和45年） | 2,161.3          | 1,577,726  | 1,353,048   | 224,678     |
| 1971年（昭和46年） | 2,105.7          | 1,541,393  | 1,325,648   | 215,745     |
| 1972年（昭和47年） | 1,945.7          | 1,420,383  | 1,210,776   | 209,607     |
| 1973年（昭和48年） | 2,138.6          | 1,561,208  | 1,265,254   | 295,954     |
| 1974年（昭和49年） | 2,311.3          | 1,687,279  | 1,354,128   | 333,151     |
| 1975年（昭和50年） | 2,280.2          | 1,669,138  | 1,289,922   | 379,216     |
| 1976年（昭和51年） | 2,344.8          | 1,711,731  | 1,272,520   | 439,211     |
| 1977年（昭和52年） | 2,386.1          | 1,741,845  | 1,278,100   | 463,745     |
| 1978年（昭和53年） | 2,335.7          | 1,705,045  | 1,265,298   | 439,747     |

以上的1日平均乘車人次中，假設乘車和下車人次是相同，是以該年度總人次除以365（在閏年度，即1963、1967、1971和1975年度除以366），然後取捨至一位小數點。
| 年度                | 1日平均 乘車人次 |
| ------------------- | ---------------- |
| 1979年（昭和54年）  | 2,371            |
| 1980年（昭和55年）  | 2,323            |
| 1981年（昭和56年）  | 2,198            |
| 1982年（昭和57年）  | 2,172            |
| 1983年（昭和58年）  | 2,167            |
| 1984年（昭和59年）  | 2,247            |
| 1985年（昭和60年）  | 2,242            |
| 1986年（昭和61年）  | 2,395            |
| 1987年（昭和62年）  | 2,818            |
| 1988年（昭和63年）  | 2,947            |
| 1989年（平成 元年） | 3,101            |
| 1990年（平成02年）  | 3,286            |
| 1991年（平成03年）  | 3,513            |
| 1992年（平成04年）  | 3,829            |
| 1993年（平成05年）  | 4,043            |
| 1994年（平成06年）  | 4,098            |
| 1995年（平成07年）  | 4,015            |
| 1996年（平成08年）  | 3,944            |
| 1997年（平成09年）  | 3,756            |
| 1998年（平成10年）  | 3,645            |
| 1999年（平成11年）  | 3,603            |
| 2000年（平成12年）  | 3,780            |
| 2001年（平成13年）  | 3,601            |
| 2002年（平成14年）  | 3,709            |
| 2003年（平成15年）  | 3,781            |
| 2004年（平成16年）  | 3,893            |
| 2005年（平成17年）  | 3,927            |
| 2006年（平成18年）  | 3,569            |
| 2007年（平成19年）  | 3,509            |
| 2008年（平成20年）  | 3,582            |
| 2009年（平成21年）  | 3,528            |
| 2010年（平成22年）  | 3,504            |
| 2011年（平成23年）  | 3,515            |
| 2012年（平成24年）  | 3,527            |
| 2013年（平成25年）  | 3,559            |
| 2014年（平成26年）  | 3,483            |
| 2015年（平成27年）  | 3,665            |
| 2016年（平成28年）  | 3,663            |
| 2017年（平成29年）  | 2,472            |
| 2018年（平成30年）  | 2,282            |
| 2019年（令和元年）  | 2,247            |

在1994年大町站啟用前，此站為可部線最多人使用的車站。在2008年度起被下祇園站追越，在2017年度此站至安藝龜山站之間開業，成為中途站，便被安藝長束站和綠井站追越。
乘車人次圖表

## 車站周邊
車站西邊設有國道183號（國道191號、國道261號的重疊區間）。在國道對面設有大和重工總部。西出口對出近年進行重建，新設了可部站西口廣場。在2007年（平成19年）12月，把原本的可部站巴士站和可部站前巴士站合併，上述巴士站遷移至可部站西口廣場的巴士站。
在此站至已廢止的河戶站中間位置中，設有廣島市安佐北區公所、可部區檢察廳、可部簡易裁判所、安佐北警署（舊、可部警察署）、廣島北稅務署。在鐵路線延伸至安藝龜山站後，上述設施比較接近河戶帆待川站。

## 相鄰車站
西日本旅客鐵道
可部線
中島（JR-B13）－可部（JR-B14）－河戶帆待川（JR-B15）

### 曾經存在的路線
西日本旅客鐵道
可部線
可部－河戶

## 注腳

### 廣報資料、新聞發布資料
1. ↑   (PDF) (新闻稿). 西日本旅客鐵道廣島分社（日语：西日本旅客鉄道広島支社）. 2016-12-16  [2016-12-19]. （原始内容存档 (PDF)于2016-12-16） （日语）.

## 外部連結
- 可部｜車站資訊：JR出門網 - 西日本旅客鐵道